# ناميك ألاسكروف
ناميك ألاسكروف (مواليد 3 فبراير 1995) هو لاعب كرة قدم أذربيجاني يلعب في مركز الوسط المهاجم في نادي بورصة سبور.

## روابط خارجية
- ناميك ألاسكروف على موقع الاتحاد الدولي (مؤرشف)  (الإنجليزية)
- ناميك ألاسكروف على موقع الاتحاد الأوربي (الإنجليزية)
- ناميك ألاسكروف على موقع اتحاد تركيا (لاعب) (الإنجليزية)
- ناميك ألاسكروف على موقع قاعدة بيانات كرة القدم.إي يو (الإنجليزية)
- ناميك ألاسكروف على موقع ناشيونال فوتبول تيمز (الإنجليزية)
- ناميك ألاسكروف على موقع Soccerway.com (الإنجليزية)
- ناميك ألاسكروف على موقع عالم كرة القدم.نت (الإنجليزية)
- ناميك ألاسكروف على موقع AS.com (الإسبانية)